# Jonas Renkse
Jonas Renkse (19 de mayo de 1975) es el vocalista de la banda sueca de doom metal Katatonia, fundada por él mismo y el guitarrista Anders Nyström en 1991. Además, fue el baterista principal hasta el álbum Discouraged Ones de 1998. A comienzos de su carrera musical fue también conocido como Lord Seth y Lord J. Renkse.
Renkse ha sido miembro también de la banda October Tide, que publicó dos álbumes en 1997 y 1999, y es actualmente bajista de Bloodbath. Participó como uno de los vocalistas del álbum 01011001 de Ayreon junto con otros vocalistas invitados. En este álbum cantó por primera vez en once años en modo gutural, tal y como hacía a comienzos de su carrera con Katatonia. 
Renkse aparece en el disco de Swallow the Sun, Hope, en la canción "The Justice of Suffering".
Las letras de Renkse a menudo tratan temáticas muy oscuras, relacionadas con el aislamiento y la incompatibilidad social.